# Akademie kouzel
Akademie kouzel (v anglickém originále WITS Academy) je americký sitcom ve formátu telenovely cílený na dospívající publikum. První a jediná řada seriálu byla poprvé vysílána na televizní stanici Nickelodeon od 5. do 30. října 2015. Jedná se o spin-off navazující na seriál Čarodějka každým coulem. Tvůrkyní seriálu byla Catharina Ledeboer, výkonnými producenty José V. Scheuren a Tatiana Rodriguez. Produkci měly na starost společnosti Viacom International a Cinemat Inc.

## Obsazení

### Hlavní role
- Daniela Nieves jako Andi Cruz (český dabing: Vendula Příhodová)
- Julia Antonelli jako Jessie Novoa (český dabing: Eliška Jirotková)
- Kennedy Lea Slocum jako Ruby Webber (český dabing: Terezie Taberyová)
- Jailen Bates jako Ben Davis (český dabing: Matěj Převrátil)
- Ryan Cargill jako Luke Archer (český dabing: Jan Škvor)
- Tyler Perez jako Cameron Maters (český dabing: Jan Maxián)
- Jazzy Williams jako Kim Sanders (český dabing: Anna-Marie Šedivková)
- Lidya Jewett jako Gracie Walker (český dabing: Tereza Jirotková)
- Meg Crosbie jako Emily Prescott (český dabing: Zuzana Šimková)
- Timothy Colombos jako Ethan Prescott (český dabing: Pavel Vondra)
- Andrew Ortega jako Sean De Soto (český dabing: Vlastimil Doucha)

### Vedlejší role
- Todd Allen Durkin jako Agamemnon (český dabing: Martin Sobotka)
- Andrea Canny jako Kouč Amelia Foiler/Malas Manos (český dabing: Šárka Sobotková)
- Michael St. Pierre jako Leopold Archer (český dabing: Jakub Saic)
- Bianca Matthews jako Samantha (český dabing: Anna Novotná)
- Erin Whitaker jako Sienna (český dabing: Nemá určený dabing)
- Peter Dager jako Harris (český dabing: Nemá určený dabing)

### Speciální Host
- Paola Andino jako Emma Alonso (český dabing: Milada Vaňkátová)

## Vysílání
| Řada | Díly | Premiéra v USA | Premiéra v USA | Premiéra v ČR  | Premiéra v ČR      |
| Řada | Díly | První díl      | Poslední díl   | První díl      | Poslední díl       |
| ---- | ---- | -------------- | -------------- | -------------- | ------------------ |
| 1    | 20   | 5. října 2015  | 30. října 2015 | 30. října 2017 | 24. listopadu 2017 |